# Łukasz Palkowski
Łukasz Palkowski est un réalisateur et scénariste polonais, né le 2 mars 1976 à Varsovie.

## Filmographie
Réalisateur et scénariste
- 2004: Nasza ulica
- 2007: Rezerwat

Réalisateur
- 2008: 39 i pół
- 2011: Wojna żeńsko-męska
- 2014: Bogowie
- 2016: Belfer

## Télévision
- 2025: Le Hooligan (Kibic)

## Récompenses et distinctions
- Festival du film polonais de Gdynia en 2014
  - Lion d'or
- Polskie Nagrody Filmowe en 2014
  - Aigle du meilleur film
  - Aigle du meilleur réalisateur
- Paszport Polityki en 2007